# Hoboken Italian Festival
L'Hoboken Italian Festival si svolge dal 1926, oggi nel Frank Sinatra Park sul lungomare di Hoboken nel New Jersey.

## Descrizione
I primi devoti, emigranti italiani, molfettesi, dopo la prima guerra mondiale, intorno agli anni '20, sentirono la necessità di impostare la festa ad Hoboken nel New Jersey come a Molfetta, in Puglia.
Sono quattro giorni di grande festa, con una presenza totale di oltre 100 000 persone. 
L'Hoboken Italian Festival valorizza le tradizioni italiane, è la festa della Madonna dei Martiri tramandata di generazione in generazione dai primi molfettesi emigrati nel Nord America.
Il programma, delle giornate di festa, è ricco di appuntamenti, da evidenziare alcuni eventi: dall'intrattenimento con animazione ai bambini durante il week-end al concorso dei "cannoli" nella notte di sabato, a seguire non mancherà la competizione amichevole tra i Vigili del Fuoco Hoboken contro il dipartimento di Polizia Hoboken; World War II Memorial Commemorazione vengono ricordati ben 14 molfettesi morti in guerra; il sabato è previsto l'evento religioso per le strade di Hoboken, e sul fiume Hudson, che dà il nome alla festa, la processione della Madonna dei Martiri, la patrona di Molfetta, la mamma di tutti i molfettesi sparsi nel mondo.
Oggi ad Hoboken, la festa in onore della Madonna dei Martiri, è la più grande organizzazione dopo quella che si svolge a Molfetta.
Parlando dell'evento con uno degli organizzatori più giovane, figlio di emigranti italiani, Greg Gallo, dice: "Siamo entusiasti e onorati di fornire uno spazio dove l'italo-americano può riconnettersi con le sue radici, mentre persone di altre culture possono avere un piccolo assaggio apprezzando le innumerevoli qualità che l'Italia ha da offrire".
Tra gli espositori italiani e americani, presenti nella festa, molti hanno attività nella città di Hoboken non manca mai il contributo di Carlo's Bakery , di origini pugliesi, oggi famosissimo con il programma televisivo Il boss delle torte.
La messa in lingua italiana, per la festa della Madonna dei Martiri, viene celebrata nella Chiesa di San Francesco a Hoboken il sabato.
Hoboken Italian Festival Inc. è organizzatore dell'evento, con la supervisione della Society of Madonna Dei Martiri, costituita dai primi emigranti molfettesi nello Stato del New Jersey nel 1927.
Nel corso degli anni, il festival ha visto molti cambiamenti. Una cosa che è stata costante: la devozione verso la Madonna dei Martiri unendo così oltre 28.000 emigranti molfettesi "stimati" del nord America.